# Électrotechnique
 (novembre 2016).
Si vous disposez d'ouvrages ou d'articles de référence ou si vous connaissez des sites web de qualité traitant du thème abordé ici, merci de compléter l'article en donnant les références utiles à sa vérifiabilité et en les liant à la section « Notes et références ».
L’électrotechnique se rapporte « aux applications pratiques de l'électricité, à la science étudiant ces applications ». Elle concerne par exemple la production, le transport, la distribution, le traitement, la transformation, la gestion et l’utilisation de l’énergie électrique. Parfois appelée « génie électrique », elle remonte à l'invention, en 1600, par William Gilbert, d'un électromètre permettant de déterminer la présence des charges électriques, et à l'invention, en 1672, par Otto von Guericke, d'un générateur électrostatique permettant de séparer des charges électriques à l'aide d'une machine.

## Principaux domaines et métiers
L'une des propriétés de l'électricité est son utilité pour la transmission non seulement de l'énergie mais aussi des données. Ce sont également les premiers domaines dans lesquels l'électrotechnique s'est développée remarquablement. Aujourd'hui, en électrotechnique, les étudiants et les professionnels peuvent se spécialiser et devenir experts dans les grands domaines classiques que sont la technologie de l'énergie électrique, les télécommunications, l'électronique et la technologie d'automatisation. Bien que certains professionnels en électrotechnique se concentrent exclusivement sur un de ces domaines principaux, beaucoup s'occupent d'une combinaison de ceux-ci.

### Technologie de l’énergie électrique

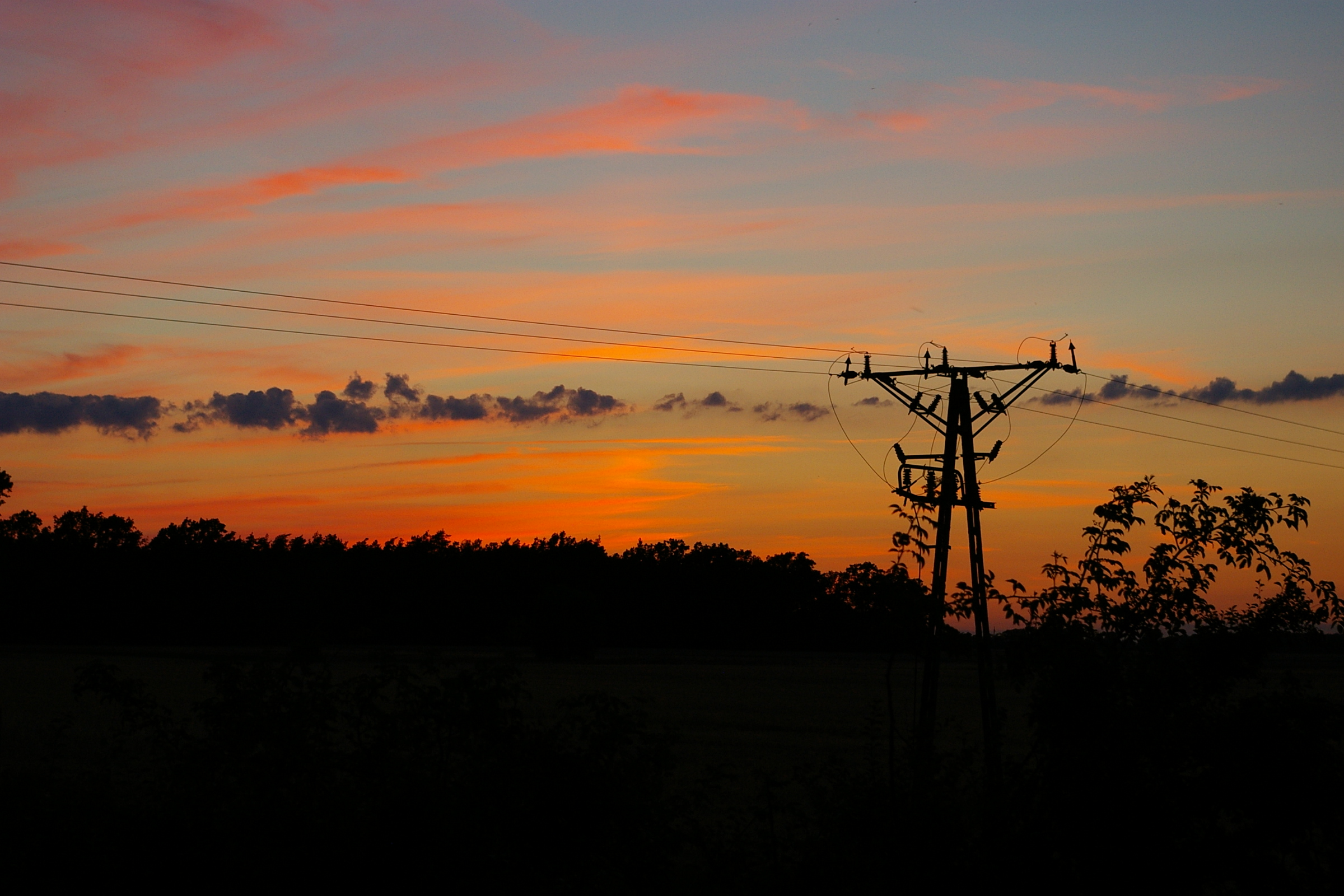
Ligne électrique d'énergie près d'une voie ferrée en Pologne.

Sous-disciplines ou sujets classiques à l'école :
- production d'énergie électrique & technologies des centrales électriques ;
- distribution de l'énergie électrique et technologie de la haute tension ;
- théorie des lignes et technologie d'installation électrique ;
- protection et technologie de déconnexion ;
- technologie de contrôle du réseau et réseau électrique intelligent ;
- machines électriques et technique d'entraînement ;
- électronique de puissance ;
- énergies renouvelables et technologies de stockage de l'énergie.

#### Production et consommation de l’énergie électrique

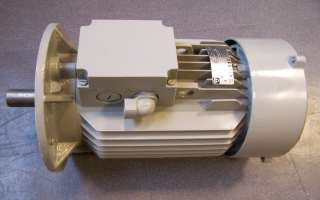
Moteur asynchrone 8 kW.

L’électricité peut être employée pour transporter l’énergie d’un point à un autre, elle sert de vecteur énergétique. Il y a d’abord une énergie primaire, entre autres : énergie potentielle de pesanteur (centrale hydroélectrique), nucléaire, thermique(fuel, charbon, biogaz, géothermie…) ou éolien qui peut être transformée en énergie mécanique puis en énergie électrique à l'aide d'un générateur électrique(qui est le fonctionnement inverse d'un moteur). Cette transformation se fait généralement dans une centrale électrique, cependant certains particuliers avec des installations adéquates peuvent produire à petite échelle leur énergie électrique et parfois en vendre à leur fournisseur.
Les panneaux photovoltaïques constituent un cas particulier vis-à-vis des énergies ci-dessus étant donné qu'ils transforment l'énergie solaire en énergie électrique directement par effet photoélectrique, et ce, sans passer par une énergie mécanique. Néanmoins, l'énergie produite par les panneaux solaires nécessite un traitement grâce à de l'électronique de puissance pour être utilisée dans le réseau de distribution électrique.

#### Transport de l’énergie électrique
Sur des longues distances, pour le transport de l'énergie électrique, il faut prendre en considération l'effet d'onde, la résistance et la réactance des câbles électriques qui entraîne des pertes suivant la fréquence, la tension ou l’intensité du courant. Les pertes dues à la résistance de la ligne sont appelées « pertes par effet Joule ». Elles dépendent de la section du fil ou du câble, ainsi que de l'intensité du courant transporté. Il faut alors trouver la forme optimale du signal pour transporter l’électricité. On choisit généralement un courant alternatif à très haute tension en triphasé. Le choix d'une tension élevée permet d'abaisser l'intensité du courant et donc de réduire les pertes par effet Joule générées dans le câble durant le transport et ne servant qu'à échauffer l’atmosphère. Il faut aussi prendre en compte la proximité entre conducteurs ou avec la terre, qui génère des capacités parasites générant des pertes par interférences.

#### Traitement de l’énergie électrique
Le traitement de l'énergie électrique véhiculée peut se faire à des fins de gestion marchande et de sécurité : il s'agit de l'appareillage électrique, ou de la conversion d'énergie : machine électrique, transformateur électrique, électronique de puissance, en sont les principaux constituants.

### Télécommunications

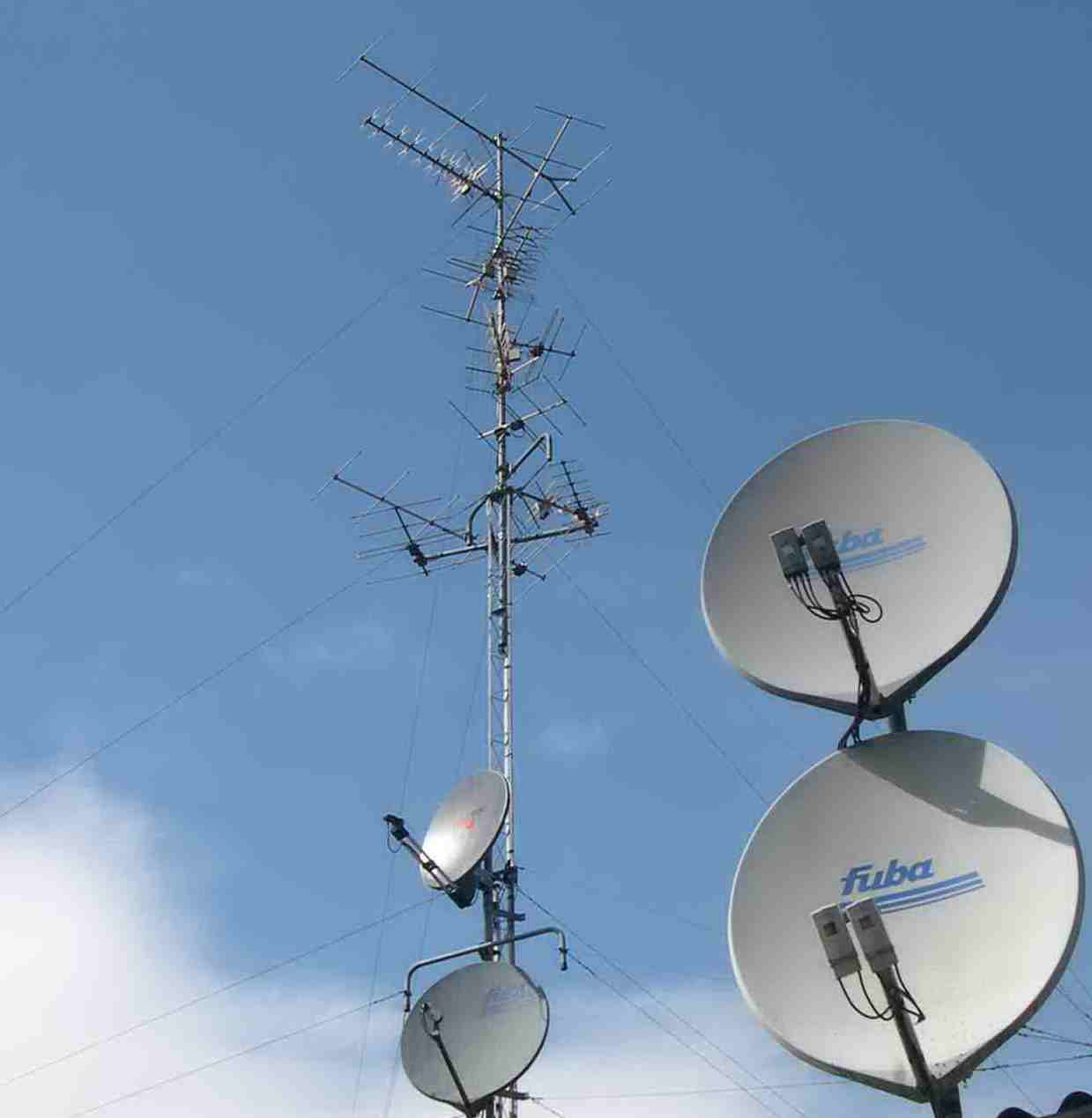
Antennes de réception de la télévision.

Sous-disciplines ou sujets classiques à l'école :
- transmission de données et technologies de la télécommunication ;
- théorie du codage et compression des données ;
- théorie des systèmes, théorie du signal électrique, traitement du signal et conversion du signal ;
- technologie haute fréquence et des micro-ondes ;
- technologie des antennes radioélectrique, technologie de la téléphonie mobile et radiocommunication, technologie des satellites de télécommunications, technologie des radars ;
- réseaux informatiques ;
- compatibilité électromagnétique (CEM) et théorie des lignes.

### Électronique et microélectronique

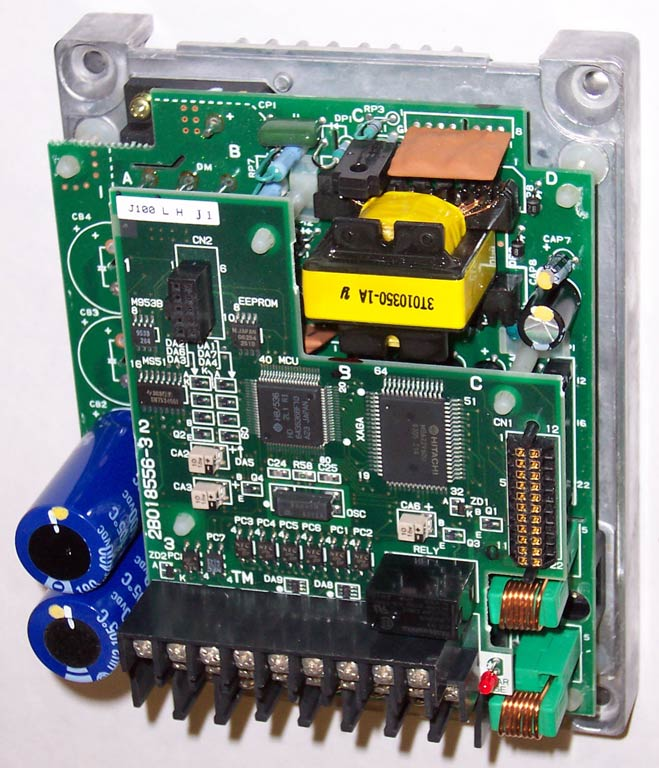
Électronique du variateur de vitesse ci-dessus.

Sous-disciplines ou sujets classiques à l'école :
- électronique analogique, électronique numérique, simulation de circuits ;
- théorie des systèmes, théorie du signal électrique, traitement du signal et conversion du signal ;
- technologie des microprocesseurs, microcontrôleur, programmation en C et langage assembleur ;
- système embarqué ;
- circuit imprimé ;
- électronique haute fréquence, compatibilité électromagnétique (CEM) ;
- électronique de puissance.

### Automatisation

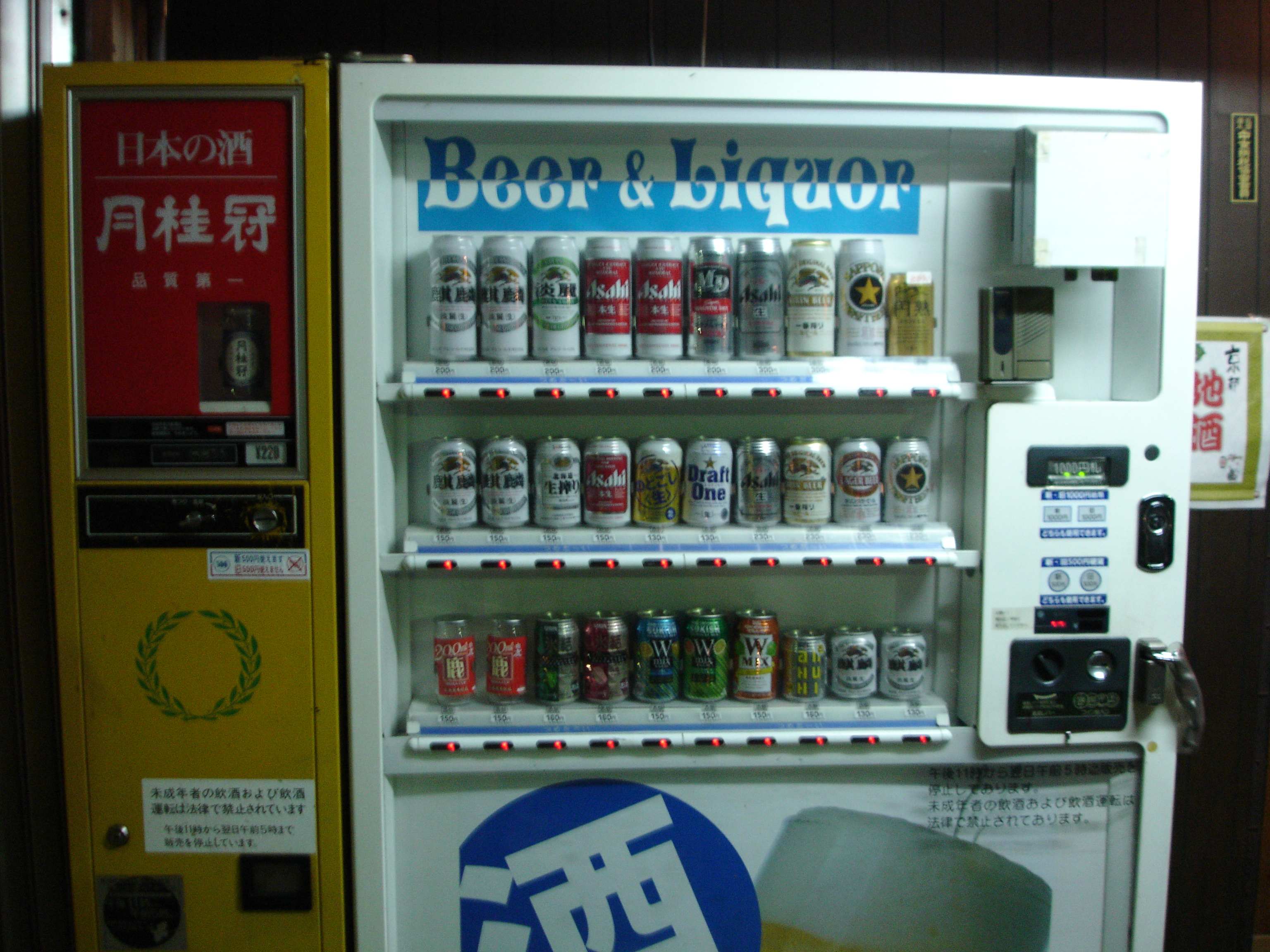
Distributeur automatique de boissons

Sous-disciplines ou sujets classiques à l'école :
- théorie des systèmes, et cybernétique ;
- technique de régulation, Asservissement et contrôle automatique ;
- automatisation des processus ;
- liste d'instructions, blocs fonctionnels et technologie des automates programmable industriel ;
- technologie de mesure et technologie des capteurs ;
- robotique, vision artificielle et traitement d'images.

## Histoire

### Avant leXVIIesiècle
- -550 : première méthode pour séparer des charges électriques et première description du phénomène d'électricité, des effets après avoir frotté de l'ambre (Thalès de Milet) ;

### XVIIeetXVIIIesiècles

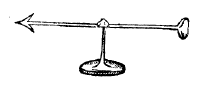
Électromètre de William Gilbert

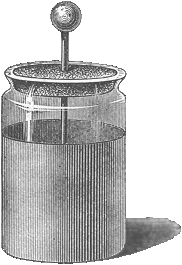
Une bouteille de leyde

- 1600 : invention de l'électromètre et première description de la différence entre électricité et magnétisme dans son livre avec „Differentia inter magnetica & electrica“ (William Gilbert) ;
- 1663 : invention du générateur électrostatique pour séparer des charges électriques, publication en 1672 (Otto von Guericke) ;
- 1671 : Gottfried Wilhelm von Leibniz produit des arcs électriques avec le générateur électrostatique de Otto von Guericke ;générateur électrostatique

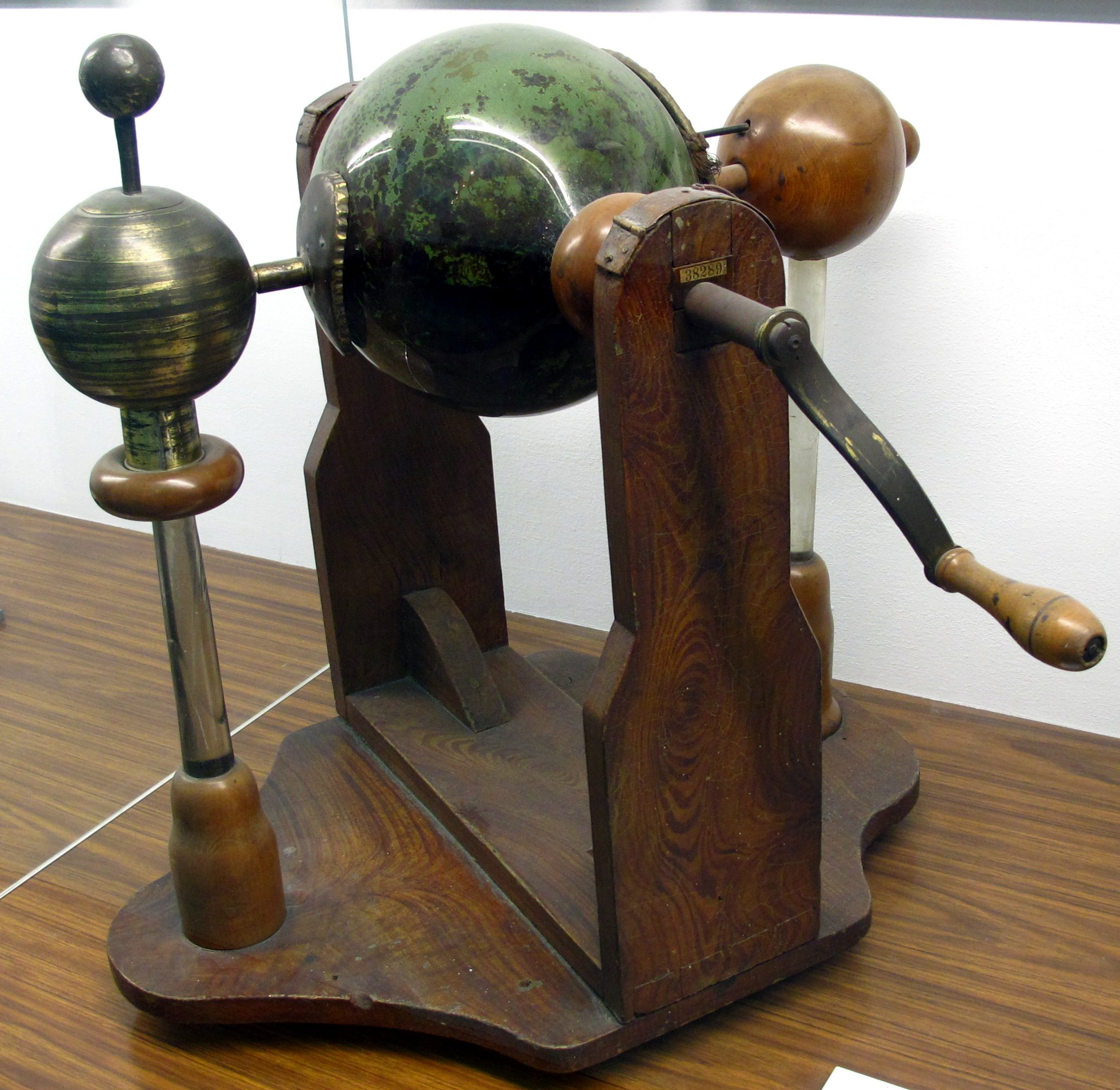
générateur électrostatique

- 1745 : invention du condensateur, la bouteille de Leyde, une méthode pour stocker des charges électriques (Pieter van Musschenbroek et Ewald Georg von Kleist) ;
- 1752 : Benjamin Franklin invente le paratonnerre et publie les résultats de ses Experiments and Observations on Electricity ;
- 1762 : invention de l'électrophore par Johan Carl Wilcke ;
- 1775 : amélioration significative de l'électrophore par Alessandro Volta ;
- 1785 : loi de Coulomb (Charles-Augustin Coulomb) ;
- 1792 : Luigi Galvani entreprend son expérience avec des pattes de grenouille, dans laquelle une cellule électrochimique galvanique sert de source de tension ;
- 1795 : invention du télégraphe électrique (Francesc Salvà i Campillo).

### XIXesiècle

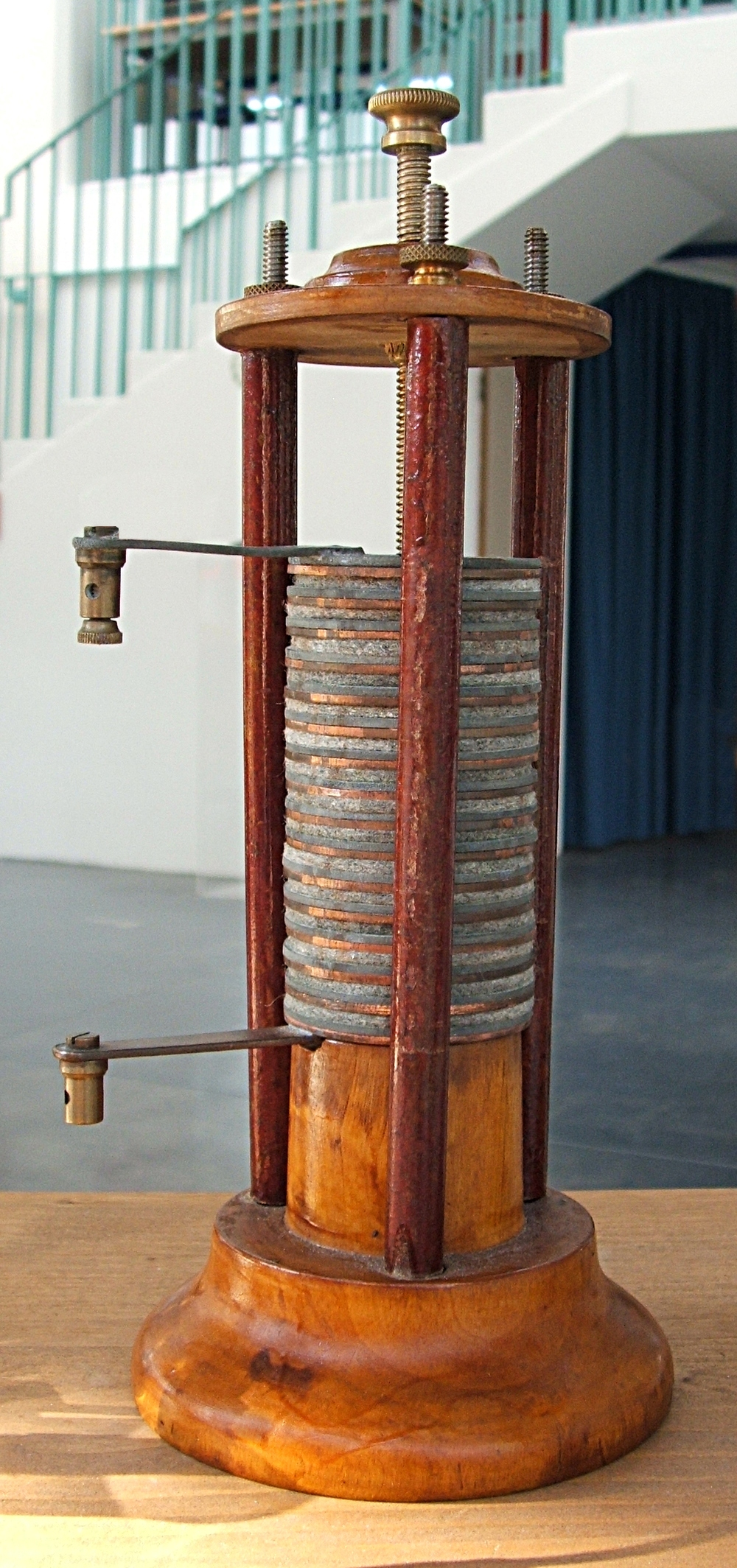
Une pile voltaïque

- 1800 : Inspiré par l'expérience de Galvani, Alessandro Volta construit la première pile électrique, la pile voltaïque
- 1801 : invention de la lumière électrique constante avec des fils métalliques (Louis Jacques Thénard) ;
- 1820 : expérience de Christian Ørsted (déviation d'une aiguille aimantée placée à proximité d'un fil parcouru par un courant) ; André-Marie Ampère montre notamment que deux fils rectilignes parcourus par un courant s'attirent ou se repoussent ;
- 1822 : solénoïde (André-Marie Ampère) ; électroaimant (François Arago) ; première construction d'un moteur à courant continu qui tourne de façon continue si on connecte une batterie, un moteur homopolaire, la "Barlow's wheel" (Peter Barlow). Les premiers appareils, expériences et descriptions d'une telle machine avec "Description of an Electro-magnetic Apparatus for the Exhibition of Rotatory Motion"  sont cependant attribués en 1821 à Michael Farraday ;
- 1826 : loi d’Ohm (Georg Simon Ohm) ;
- 1828 : amélioration du moteur à courant continu (Ányos István Jedlik) ;
- 1831 : phénomène d’induction électromagnétique (Michael Faraday) ;
- 1832 : invention du générateur à courant alternatif. Si on tourne la manivelle il y a une tension alternative sur deux contacts (Antoine-Hippolyte Pixii) ;
- 1835 : invention de l’ampoule électrique (James Bowman Lindsay) ;
- 1840 : loi de Joule pour décrire l'énergie (James Prescott Joule) ; amélioration significative du télégraphe électrique (Samuel F. B. Morse) ;
- 1854 : invention de la batterie au plomb (Wilhelm Josef Sinsteden) ;
- 1859 : amélioration significative de la batterie au plomb (Gaston Planté) ;
- 1860 : invention du téléphone électrique (Antonio Meucci et Philipp Reis) ;
- 1861 : invention du générateur à courant continu, la dynamo (Ányos István Jedlik). Si cela est vrai, cinq ans avant Werner von Siemens qui est considéré dans de nombreux cercles comme l'inventeur du Dynamo. Selon certains documents, Søren Hjorth aurait reçu en 1854 le premier brevet de dynamo ;
- 1864 : les équations de Maxwell pour décrire l'électromagnétisme (James Clerk Maxwell) ;
- 1871 : amélioration significative de la dynamo, générateur à courant continu, de la machine de Gramme (Zénobe Gramme) ;
- 1873 : Hippolyte Fontaine découvre la réversibilité de la machine de Gramme : c’est aussi un moteur à courant continu ;
- 1876 : premier téléphone électrique de série pour le marché grand public (Alexander Graham Bell) ;
- 1878 : Gramme construit les premières machines à courant alternatif (alternateurs monophasés) ; amélioration significative de l’ampoule électrique (lampe avec un fil de carbone) qui apporte la lumière électrique au peuple (Thomas A. Edison) ;
- 1879 : Werner von Siemens construit le premier train à traction électrique ;
- 1882 : Lucien Gaulard invente le transformateur ; la société d'Edison met en service la première usine électrique du monde dans le quartier de Wall Street à New York. Elle produit du courant continu avec des dynamos entraînées par des machines à vapeur ;
- 1883 : premier cours universitaire en électrotechnique au monde pour former des ingénieurs en électrotechnique, à l'université de technologie de Darmstadt, en Allemagne (Erasmus Kittler) ; début de l’électronique avec l'émission thermoionique des lampes, redécouverte en 1883 par Thomas Edison[2] ;
- 1886 : Preuve expérimentale des équations de Maxwell et découverte expérimentale des ondes hertziennes (Heinrich Hertz) ;
- 1886: Invention du moteur à courant alternatif biphasé et multiphasé (asynchrone) par Galileo Ferraris ;
- 1887 : Brevetage du moteur à courant alternatif biphasé et multiphasé (asynchrone)[3] par Nikola Tesla ; construction d'un générateur à courant alternatif triphasé (synchrone) avec une structure du rotor comme un T (Friedrich August Haselwander) ;
- 1888 : Mikhaïl Dolivo-Dobrovolski invente le moteur et générateur à courant alternatif triphasé (asynchrone et synchrone) avec 120° entre les phases, alors l'invention du système à courant alternatif triphasé qui a prévalu. Aux États-Unis, cependant, George Westinghouse a encore longtemps parié sur le système duophasé à courant alternatif avec trois câbles de Nikola Tesla ; Mikhaïl Dolivo-Dobrovolski fait des premiers essais et expériences avec des couplages étoile-triangle sur ses moteurs et générateurs à courant alternatif triphasé.
- 1891 : invention du transformateur à courant alternatif triphasé (Mikhaïl Dolivo-Dobrovolski) ; Oskar von Miller et Mikhaïl Dolivo-Dobrovolski transporte en Europe, en Allemagne le courant alternatif triphasé à 175 km de son lieu de production avec une ligne à moyenne tension 25 kV ;
- 1896 : exploitation des chutes du Niagara en Amérique du Nord par la société de George Westinghouse (courant alternatif biphasé créé par des alternateurs) ; première transmission électromagnétique d'un signal radio sans fil (250 m) (Alexander Stepanowitsch Popow) ;

### XXesiècle
- 1905 : invention de la diode en tube électronique (John Ambrose Fleming) ;
- 1911 : découverte de la supraconductivité ;
- 1925 : David Prince décrit pour la première fois le fonctionnement d'un onduleur[4]
- 1926 : premier téléviseur électrique (électromécanique) (John Logie Baird) ; premier service téléphonique sans fils en première classe dans un train en Allemagne entre Hambourg et Berlin ;
- 1927 : première transmission électromagnétique d'un signal de télévision, de Londres à New York (John Logie Baird) ;
- 1941 : le premier ordinateur électrique (électromécanique) Zuse Z3 (Konrad Zuse) ;
- 1947 : invention du transistor (Bardeen, Brattain et Shockley) ;
- 1954 : début de production d'électricité avec les cellules photovoltaïques ;
- 1958 : invention du circuit intégré (Jack Kilby et Robert Noyce) ;
- 1960 : Karl Kordesch a breveté la pile alcaline, qui est l’un des plus importants piles d’énergie électrochimique. ;
- 1963 : première caméra numérique (David Paul Gregg) ;
- 1965 : Gordon Earle Moore formule la loi de Moore, règle basée sur l'observation empirique. Certains disent que cela signifie que le développement technique pourrait être exponentiel ; Prix Nobel pour l'électrodynamique quantique (Shin'ichirō Tomonaga, Julian Schwinger et Richard Feynman) ;
- 1968 : invention du microprocesseur (Marcian Edward Hoff) ;
- 1969 : la première intégration réussie de toutes les fonctions d'un processeur sur un seul et unique circuit intégré, l'Intel 4004 (Marcian Edward Hoff) ; invention et début du intranet et de l'internet, réalisé avec des câbles de télécommunication électriques et optiques ;
- 1970 : invention de l'accumulateur lithium-ion ;
- 1971 : le premier microprocesseur commercialisé, premier microprocesseur au marché, l'Intel 4004 (Federico Faggin) ;
- 1975 : un des premiers micro-ordinateurs vendus aux particuliers, l'Altair 8800 ;
- 1982 : Stanford R. Ovshinsky et Masahiko Oshitani mettent au point l'accumulateur nickel-hydrure métallique de 1962 à 1982, prêt à être mis sur le marché.
- 1986 : supraconducteur à « haute température » (Alex Müller et Georg Bednorz) ;
- 1991 : premier accumulateur lithium-ion sur le marché ;
- 1993 : commercialisation de câbles supraconducteurs refroidis à l’azote liquide (−196,15 °C) .

### XXIesiècle
- 2004 : les largeurs de structure de 100 nanomètres pour les circuits intégrés en fabrication commerciale ont été sous-exploitées. L'industrie des semi-conducteurs en dessous de cette limite est très souvent associé au nouveau domaine la nanoélectronique.

## Enseignement et études

### Formations
Il existe plusieurs métiers de formation en électrotechnique, comme celui d'électricien.
La formation pour devenir technicien en électrotechnique peut être suivie dans un lycée. Un BTS Brevet de technicien supérieur peut être obtenu en deux ans supplémentaires à temps plein en école ou en apprentissage.

### Études supérieures
Le programme de diplôme universitaire en électrotechnique est créé en janvier 1883 à la Technische Hochschule de Darmstadt par Erasmus Kittler, Le programme d'études prévoyait un cours de quatre ans avec un examen final (conduisant au diplôme d'ingénieur en électrotechnique). L'électrotechnique est désormais proposée dans le monde entier en tant que programme diplômant dans de nombreuses universités et haute écoles.

### Titres universitaires en France et international
Le Bachelor (Bachelor of Engineering ou Bachelor of Science), connu en France sous le nom de licence, est un premier diplôme universitaire. L’appellation d’ingénieur désigne à la fois une fonction et un titre. En France ainsi qu'aux États-Unis, ni le titre, ni la fonction d’ingénieur ne sont protégés par la loi, En Allemagne, le premier diplôme universitaire (Bachelor), trois ans à temps plein, avec des cours en technologie ou en sciences naturelles permet à son titulaire de porter le titre d'ingénieur (dans ce cas ingénieur en électrotechnique), un titre protégé par la loi,,. Après une période d'études supplémentaire le master  (Master of Engineering ou Master of Science) peut être obtenu en tant que deuxième diplôme universitaire. Le doctorat en ingénierie en électrotechnique est le plus haut niveau universitaire qui peut être atteint.

#### Autres titres universitaires reconnus à l'étranger
Les États-Unis, le Canada, l'Australie, Hong Kong et les Pays-Bas reconnaissent également les Associate Degrees avec une durée à temps plein de deux ans, par exemple, dans le domaine de l'électrotechnique, l'AET ou le titre ingénieur-technicien en électrotechnique. L'Associate degree ou diplôme d'ingénieur-technicien est considéré comme diplôme universitaire dans les pays énumérés, mais n'est généralement pas reconnu comme diplôme universitaire ou niveau académique dans d'autres pays, notamment en Europe.

## Organisations et instituts

### Internationale
- IEC International Electrotechnical Commission

### Européen
- Comité européen de normalisation en électronique et en électrotechnique
- European Telecommunications Standards Institute

## Associations

### Internationale
- IEEE Institute of Electrical and Electronics Engineers

### France
- UTE Union Technique de l'Électricité[13].

## Récompenses des associations
- La IEEE Medal of Honor est, depuis 1917, la plus haute récompense de l'IEEE décernée chaque année dans le domaine de l'information et de l'ingénierie en électrotechnique pour des travaux et des carrières exceptionnels.
- Le prix de Kyoto est un prix annuel qui récompense des réalisations exceptionnelles dans le domaine des sciences et des arts. Avec le prix Nobel, il s'agit de l'une des plus hautes distinctions dans le domaine de la science et de la culture. L'une des disciplines de la catégorie des hautes technologies est l'ingénierie électrique et l'électronique.